# География на Гърция
Гърция е държава в Югоизточна Европа и заемаща най-южните части от Балканския полуостров.

## Географско положение, граници, големина, брегова линия
Гърция е планинска страна, намираща се в южната част на Балканския полуостров и прилежащите към него острови, разположена в пояса на сухите субтропици. Общата дължина на сухоземната,в т.ч. речна граница на Гърция е 1223 km. На северозапад граничи с Албания (дължина на границата 256 km), на север със Северна Македония (262 km) и България (493 km) и на североизток с Турция (212 km). Има излаз на Средиземно, Йонийско и Егейско море. В тези си граници площта на Гърция е 131 960 km². Поради силно разчленената брегова линия и множеството острови, Гърция има 12-ата по-дължина брегова линия в света с дължина от 13 676 km. Бреговете на Гърция са изпъстрени с множество заливи и заливчета, явяващи се естествени пристанища. Много характерни са праволинейните стръмни брегове с тектонски произход. Най-значителните полуострови са Пелопонес на юг и Халкидики на север. На Гърция принадлежат Северните и Южни Споради, Цикладите, Крит, Йонийските острови и др.
Територията на Гърция, заедно с островити се простира между 34° и 41°с.ш. и между 19° и 29°и.д. Крайните точки на страната са следните:
- крайна северна точка – (41°44′56″ с. ш. 26°10′24″ и. д. / 41.748889° с. ш. 26.173333° и. д.), на десния бряг на река Малка Маричка, на границата с България, на 1,1 km югозападно от град Свиленград.
- крайна южна точка – (34°48′03″ с. ш. 24°07′20″ и. д. / 34.800833° с. ш. 24.122222° и. д.), нос Трипити, на остров Гавдос в Средиземно море, разположен южно от остров Крит.
- крайна западна точка – (39°51′07″ с. ш. 19°22′24″ и. д. / 39.851944° с. ш. 19.373333° и. д.), на западния бряг на остров Отони в Йонийско море, разположен северозападно от остров Корфу.
- крайна източна точка – (36°06′58″ с. ш. 29°38′43″ и. д. / 36.116111° с. ш. 29.645278° и. д.), на източния бряг на остров Стронгили, в Средиземно море, разположен южно от турското крайбрежие.

## Релеф
Планините и платата заемат около 2/3 от територията на Гърция. Цялата ѝ територия от северозапад на югоизток се пресича от 2 планински системи. Западната се простира покрай бреговете на Йонийско море, като обхваща планините Пинд (2637 m), след което преминава на полуостров Пелопонес. Нейно продължение са планините на островите Крит и Родос. Източната планинска система започва в планината Грамос, обхваща масивите Отрис и Парнас, след което преминава на остров Евбея и Цикладските острови. Преобладават средно високите масиви между 1200 и 1800 m. Най-високата точка на страната е в планината Олимп (2917 m), вторият по височина връх на Балканския полуостров. Планините на Гърция се отличават със своите резки ерозионни разчленения и широко развитие на карстови форми на релефа. На североизток в страната (в Тракия и Македония) навлизат южните разклонения на Пирин и Родопите. По крайбрежието на Егейско море са разположени двете най-големи гръцки равнини – Тесалийската и Солунската.

## Геоложки строеж, полезни изкопаеми
Територията на Гърция се отнася към Алпийската геосинклинална област. На изток на повърхността излизат докамбрийски кристалинни шисти, гнайси и гранити, които изграждат Егейските острови и Пелагонийския средищен масив, а на североизток, в пределите на полуостров Халкидики – южните части на Родопския масив. Централната част на страната и източната половина на полуостров Пелопонес са изградени от пермски и триаски варовици и други мезозойски скали. Западната част е представена от алпийската нагъната система на Еленидите, в строежа на която участват юрски, кредни, палеогенови (флишеви породи) и неогенови скали. На североизток, между Пелагонийския и Родопския масиви е разположена южната част на Вардарската разломна зона и дълбоко мезозойско понижение с интрузивни скали. На Цикладските острови има проявления на неогенов вулканизъм.
Основните полезни изкопаеми на Гърция са: висококачествена желязна руда (Цикладите, остров Евбея, околностите на Атина), манган (о областта Македония), хром (в Тесалия), никел (при град Ларимна), полиметали (при град Лаврион), боксити (в планината Парнас и остров Аморгос), мрамор (в околностите на Атина, остров Парос), шмиргел (остров Наксос), кафяви въглища (Птолемаис) и др.

## Климат
Климатът на Гърция е субтропичен, средиземноморски, с мека влажна зима и горещо сухо лято. През лятото често явление е нахлуването на студен континентален въздух от север, а през зимата нараства влиянието на циклоните от запад и северозапад. Средната януарска температура в Атина е 9°С, а средната юлска – 27°С. Количествато на валежите намалява от северозапад на югоизток. По наветрените планински склонове годишната сума на валежите е 1200-1400 mm, а в равнините около 350 mm, като 80% от тях падат през зимата. В планините, на височина над 600 m и на север климатът става по хладен, а зимните температури много често падат под 0°С.

## Води
Реките на Гърция са предимно малки. По-големите реки течащи по нейната територия са в северната и североизточната ѝ част – Вардар, Струма, Места, Марица. Преобладават планинските реки, често течащи по тектонски разломи. Тяхното подхранване е предимно дъждовно и снежно-дъждовно, като през лятото оттокът им значително намалява. Водите на някои от тях се използват за напояване. Най-големите езера са: Преспанско(на северозапад, на границата със Северна Македония и Албания) Трихонида на югозапад, Вегоритис и Лагадинско (на север), Кастория и Янина, като повечето от тях са с тектонски произход. В страната има и множество малки карстови езера и минерални източници.

## Почви, растителност
В крайбрежните и нископланинските райони на страната под храстова и сухолюбива растителност са развити канелени и кафяво-канелени почви. По-високите части са заети от кафяви планинско-горски почви. Върху карбонатните скали в източна Тесалия, Пелопонес и на Спорадските острови се простират планински червени почви. В много райони на страната силно е развита почвената ерозия.
На юг, на височина до 750-900 m са разпространени маквисови гори с подлес от вечнозелени храсти (мирт, хвойна, ракита, трънка и др.) и малки борови и дъбови горички. Нагоре, до 1000 m растат листопадни широколистни гори съставени от дъб, бук, кестен, ясен. Най-високите части са заети от елово-борови гори. На север ниските части на склоновете са заети от дъбови гори. Нагоре, районите до 750-1000 m, са заети от гори от ясен, клен, липа, бряст, кестен, гръцки орех. Районите до 1800-1950 са обрасли с букови, а нагоре – с иглолистни гори. Горната граница на горския пояс е 2000 m, в планината Олимп – 2200 m, а най-високите части са заети от планински пасища с обилие от ендемични видове. Междупланинските котловини са заети от естествени храстови степи и обработваеми земи. Горите заемат около 15% от територията на Гърция.

## Животински свят
От хищните бозайници в планините на Гърция се срещат чакал, лисица, дива горска котка. Ендемични видове са каменния козел, сивия хамстер, а в крайбрежните води – тюлен монах. Има множество змии, гущери и костенурки.

## Природни райони
В зависимост от геоложкия строеж, релефа, климата, почвите и растителността територията на Гърция може да се подели на 8 природни района:
- Североегейски район – обхваща североизточната част на страната, като се редуват равнини и планински хребети със северизточно простиране. Климатът е преходен от умерен към средиземноморски. Развити са широколистните гори и храсти.
- Тесалия, Халкидики и Солунска низина – най-големите и плодородни равнини на Гърция. Обкръжаващите ги планински масиви са покрити с храстиви и горски формации.
- Епир – силно нагънати и дълбоко разчленени планини, заемащи северозападната част на страната. Климатът е мек, а растителността е представена предимно от широколистни гори и пасища.
- Средна Гърция – район със силно раздробен планински релеф, дълбоко разчленени брегове и средиземноморска храстова растителност.
- Пелопонес – полуостров почти напълно изолиран от Средна Гърция, с дълбоко разчленени брегове, зает от меридионални планински хребети, обрасли с маквиси и редуващи се междупланински котловини и падини.
- Йонийски острови – преобладават средно високите планини, съставени предимно от варовици и глинести шисти и плодородни малки крайбрежни равнини.
- Крит – на острова преобладават варовиковите средно високи планини, със стръмни крайбрежни склонове, покрити с маквиси и фригана и множество ендемични видове.
- Острови в Егейско море – множество планински острови с чести земетресения и обрасли с вечнозелена растителност.

В първите три района природните ландшафти имат черти сходни с централноевропейските, а в останалите преобладават субтропичните средиземноморски ландшафти.